# Citroën C4 Aircross

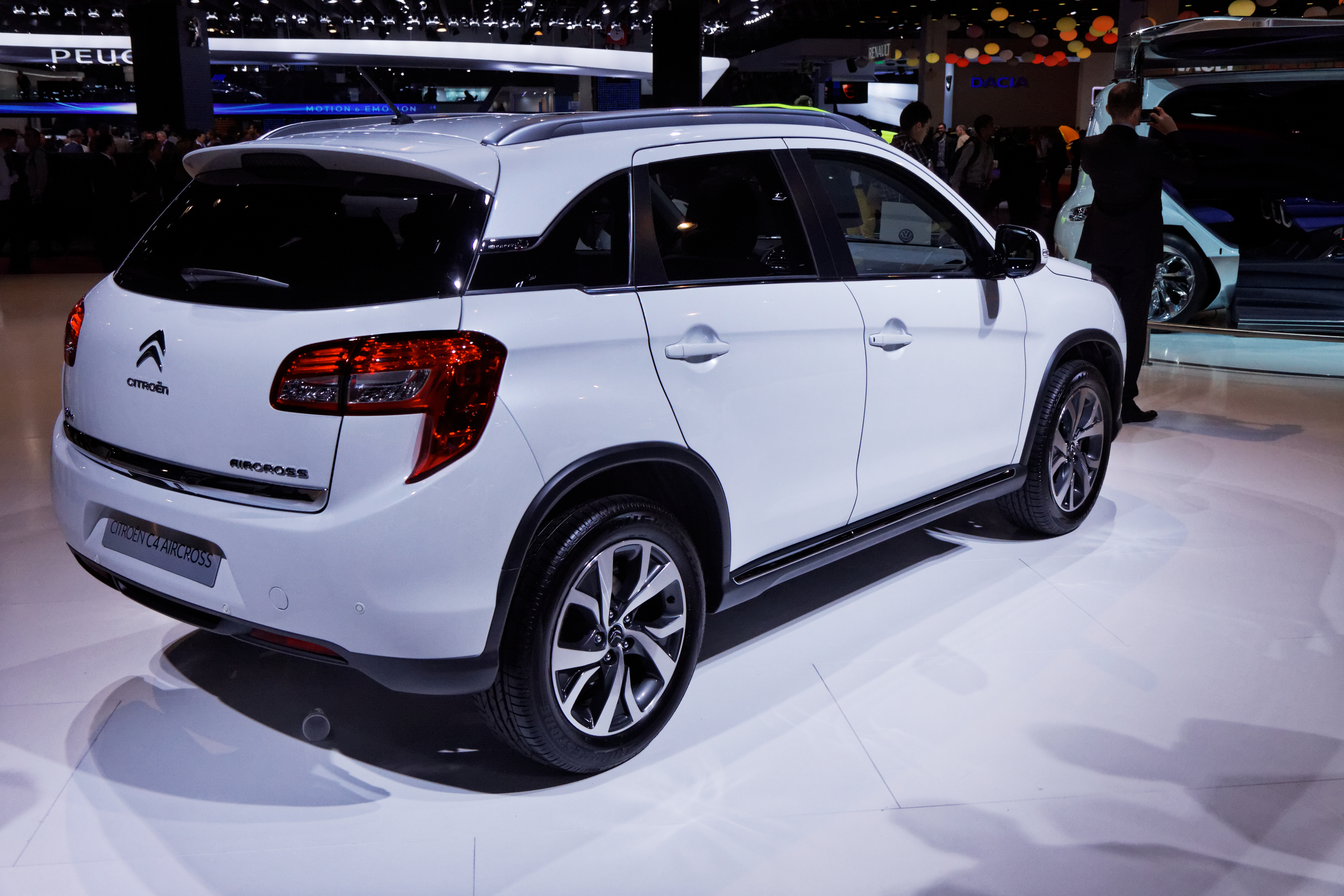
Vista posterior

El Citroën C4 Aircross es un vehículo todoterreno crossover de cinco plazas.

## Características
El C4 Aircross está bien insonorizado de las vibraciones del motor, disponiendo de suspensiones delanteras de tipo McPherson, y traseras de tipo paralelogramo deformable. Esto le confiere un confort de marcha muy aceptable.
Dispone de un habitáculo amplio, sobre todo en las plazas delanteras donde nos encontramos con dos asientos que recogen bien, evitando incómodos desplazamientos en las curvas, y con unos reposacabezas con mucho recorrido.
Este vehículo tiene un maletero con una capacidad de 442 litros en las versiones con reparación de pinchazos, y de 146 litros en aquellas que llevan rueda de repuesto, que es menor que las otras cuatro. Cuando plegamos los asientos posteriores, la capacidad de almacenamiento nos sube a unos nada despreciables 1193 litros que ofrecen un fondo de carga plano.
En cuanto a motorizaciones, todas ellas son de 4 cilindros, pudiendo elegir entre un 1.6 i gasolina de 117 CV de origen Mitsubishi, un diésel HDi de 114 CV de origen PSA y un diésel HDi de 150 CV también de origen Mitsubishi.
Los niveles de acabado se corresponden con los modelos attraction, seduction, exclusive y exclusive plus, cada uno de ellos con unos elementos de serie diferenciados, como elección de 2 WD o 4 WD, navegador, cámara posterior, ayuda al aparcamiento, etc.